# محطة إطفاء الحريق فيترا
تُعد محطة فيترا ويل أم رين من الأعمال الأولى التي أنجزتها زها حديد وساهمت بشكل كبير في تحقيق شهرتها العالمية. وقد قُوبلت بانتقادات شديدة ووُصف التصميم بالقبح، حتى أنه لا يحتوي على نافذة واحدة. ويعرض تصميم المحطة أسلوبها في استخدام الإنشاءات المضلعة والمثلثة الشكل، والشق خلال الفراغ وخلق الإحساس بالحركة طوال الوقت. وقد وُصف المبنى في الوسط المعماري، كتعبير عن إنشاء كامل يُشبه مطافئ جاهزة يُمكنها أن تنفجر في أي لحظة. وقد بُنيت المحطة في الفترة من 1991 إلى 1993 بألمانيا. وتعتز حديد بتصميمها لهذه المحطة، لأنها كانت أول مبنى لها. مُعتبرة رولف فيهلبام رئيس المحطة راعيًا حقيقيًا، عندما امتلك الشجاعة على منحها تلك الفرصة دون أن يرى أي سجل لها من الأعمال، ودون التيقن من مدى نجاحها الشعبي. وقالت زها حديد عن هذه المحطة :«يعمل مبنانا مثل الطربوش، يغطي الموقع ويعطيه تعريفًا. ولكن عندما تتحرك خلال المبنى، فإنه يبدو كما لو كان جهاز عرض. لقد تم تصميمه لكي تدرك التغيرات الفراغية والحسية بالكامل بينما تتحرك عبر المناطق المختلفة للحيز».